# Intellectus agens und intellectus possibilis
Der intellectus agens (aktiver Intellekt) ist seit der Aristoteles-Rezeption des Mittelalters ein zentraler Begriff in der Erkenntnistheorie der Scholastik.
Es wird damit die „tätige Vernunft“ bezeichnet, die  man der bloß „möglichen Vernunft“ (intellectus possibilis) bzw. der „passiven Vernunft“ (intellectus passivus) entgegensetzt.  Der Sache nach ist diese Unterscheidung bereits in der griechischen Antike geläufig, wo der passive Intellekt nous dynamei oder nous pathetikos genannt wird. Vor allem Aristoteles thematisierte die damit verbundene Problematik in seinem Buch Über die Seele (Buch III, Kapitel 4 und 5).
Den Hintergrund der Unterscheidung bildet die Akt-und-Potenz-Lehre. So ist für Thomas von Aquin der intellectus possibilis das bloße Vermögen, wodurch der Intellekt grundsätzlich auf alles bezogen ist, was ist, während bei ihm im Begriff des intellectus agens der Aspekt der Aktivität zum Ausdruck kommt, durch den das Vermögen zu erkennen in den Akt übergeführt wird. Diese Tätigkeit vollzieht sich im Akt der menschlichen Abstraktion. Die Sinne liefern zunächst das Bild des Gegenstandes  (phantasma), das bereits die „Zutaten“ der inneren Sinne – Gemeinsinn, Gedächtnis, Fähigkeit zur Gestalterfassung (vis cogitativa) – enthält. Die Abstraktion der „Washeit“ (quidditas) vom phantasma vollzieht sich nun in zwei Schritten. Zunächst wird vom Gemeinsinn (sensus communis) ein „Wahrnehmungs-Bild“ (species sensibilis) abstrahiert, aus dem dann durch den intellectus agens in einem vertiefenden Akt der Abstraktion das „Wesen“ des Gegenstandes (species intelligibilis) herausgeholt wird.
Der Scholastiker Alexander von Hales sah den aktiven Intellekt nicht als himmlisch an, sondern lokalisierte ihn wie den passiven Intellekt und wie es Thomas von Aquin tat, in der menschlichen Seele.